# Harpegnathos hobbyi
Harpegnathos hobbyi is een mierensoort uit de onderfamilie van de Ponerinae. De wetenschappelijke naam van de soort is voor het eerst geldig gepubliceerd in 1937 door Donisthorpe.